# Ca l'Arrep
Ca l'Arrep és una obra de Sant Aniol de Finestres (Garrotxa) inclosa a l'Inventari del Patrimoni Arquitectònic de Catalunya.

## Descripció
És una masia situada al centre del poble de Sant Esteve de Llémena. És de planta rectangular i teulat a dues aigües amb els vessants vers les façanes laterals. Té planta baixa, un pis i petites golfes. Cal destacar els ràfecs decorats amb sanefes de rajoles i una llinda damunt la porta principal, amb una creu al mig de la següent inscripció: AVE / 17 FRANCES CLASCÀ 68.

## Història
Data a la inscripció a la llinda de la prota principal: 1768. Durant el món medieval tots els pobles que formen el districte de Sant Aniol eren del terme del castell de Finestres; segons la documentació existent, els terratrèmols dels anys 1427-1428 afectaren greument la val de Llémena. L'actual poble de Sant Esteve està format per un parell de carrers, amb cases bastides en el decurs del segle xviii, realitzant-s'hi petites modificacions durant la centúria següent.